# Илко Семерджиев
Илко Тодоров Семерджиев е български стоматолог и политик, министър на здравеопазването в периода 1999 – 2001 г.

## Биография
Роден е на 25 август 1959 г. в Гоце Делчев. Завършва стоматология в Медицинската академия в София. Специализира в Германия, Обединеното кралство, Испания, Франция (гр. Рен) и САЩ (Университет „Джордж Вашингтон“). Притежава магистърска степен по здравен мениджмънт и докторска – по Стопанско управление от университета „Проф. Асен Златаров“ в Бургас.
През 1991 – 1992 г. е директор на VI градска обединена болница в София. Назначен е за заместник-министър на здравеопазването в кабинета на Любен Беров, но подава оставка поради несъгласие със здравната политика. По-късно заема същата длъжност в правителствата на Стефан Софиянски и на Иван Костов от февруари 1997 година до 8 март 1999 г. На 8 март 1999 г. е назначен за директор на Националната здравноосигурителна каса (НЗОК). На 21 декември 1999 г. с промените в правителството на Иван Костов е избран за министър на здравеопазването, какъвто остава до края на мандата.
В периода 27 януари – 4 май 2017 г. е заместник министър-председател и министър на здравеопазването в служебното правителство на Огнян Герджиков.